# Миллер, Уильям (проповедник)
Уильям Миллер (1782, Питсфилд — 1849, Нью-Йорк) — бывший морской капитан и общественный деятель, проповедник и основатель Миллеритского движения. Будучи какое-то время деистом, У. Миллер затем присоединился к баптистам, где получил лицензию нерукоположённого проповедника. После своего исключения в 1845 году он стал лидером нового религиозного движения протестантского происхождения, известного также как миллеризм, был масоном до 1831 года.

## Биография
Уильям Миллер родился в 1782 году в Питсфилде, штат Массачусетс в семье методистов. Он был старшим из 16-ти детей. Его скромное образование (несколько классов общеобразовательной школы) компенсировалось тягой к чтению. Миллер воспитывался в атмосфере глубокой набожности, но, достигнув юношеских лет, решил пойти своим путём. Он стал скептиком, и его своеобразным увлечением стало высмеивание веры и благочестивых манер своих родных. Женившись в возрасте двадцати двух лет, он поселился в Полтни, штат Вермонт. Когда Уильяму минуло тридцать лет, он обратился в христианство и начал систематически изучать Библию, пользуясь при этом симфонией А. Крюдена. Вскоре Миллер пришёл к выводу, что в библейском послании основной акцент делается на «конце света», под которым подразумевается Второе пришествие Иисуса Христа. У него сложилось убеждение, что дословное истолкование ключевых стихов поможет указать людям дату возвращения Христа.

## Поиски момента возвращения Христа
Изучая Библию, Миллер, однако, решил, не отставая от событий религиозной жизни, отстаивать свою веру и результаты исследований, и именно объединение этих двух интересов навело его на мысль, что возвращение Христа уже близко: 
Найдя все знамения времени и современного состояния мира, и сравнив их, соответственно, с пророческими описаниями последних дней, я был вынужден поверить в то, что этот мир только что подошел к концу срока, отведённого ему на существование.
 Но Миллеру было мало просто убедиться, что его поколение живёт в последние времена. Детально исследуя пророческие стихи, он утверждал, что нашёл сведения, указывающие на время второго пришествия Христа. Свои выводы Миллер основывал, главным образом, на своих исследованиях ветхозаветной книги пророка Даниила:
Из дальнейшего изучения Писания я пришел к выводу, что семь времен правления язычников должны были начаться в то время, когда евреи утратили свою независимость, с момента пленения Манассии, которое лучшие историографы датируют 677 г. до Р. Х. Кроме того, я заключил, что 2300 дней начались с семидесяти седмин, с 457 г. до Р. Х., как это датируют лучшие историографы, и что 1260 дней, начавшиеся „со времени прекращения ежедневной жертвы и постановления мерзости запустения“ Дан. 12:11), нужно отсчитывать с момента установления папского правления, после устранения языческой мерзости, которое бы я посоветовал датировать, согласно лучшим историкам, примерно 508 г. по Р. Х. Если отсчитывать все эти пророческие периоды с нескольких дат, установленных лучшими историографами для событий, с которых, очевидно, их следует отсчитывать, то все они завершатся в 1843 году.

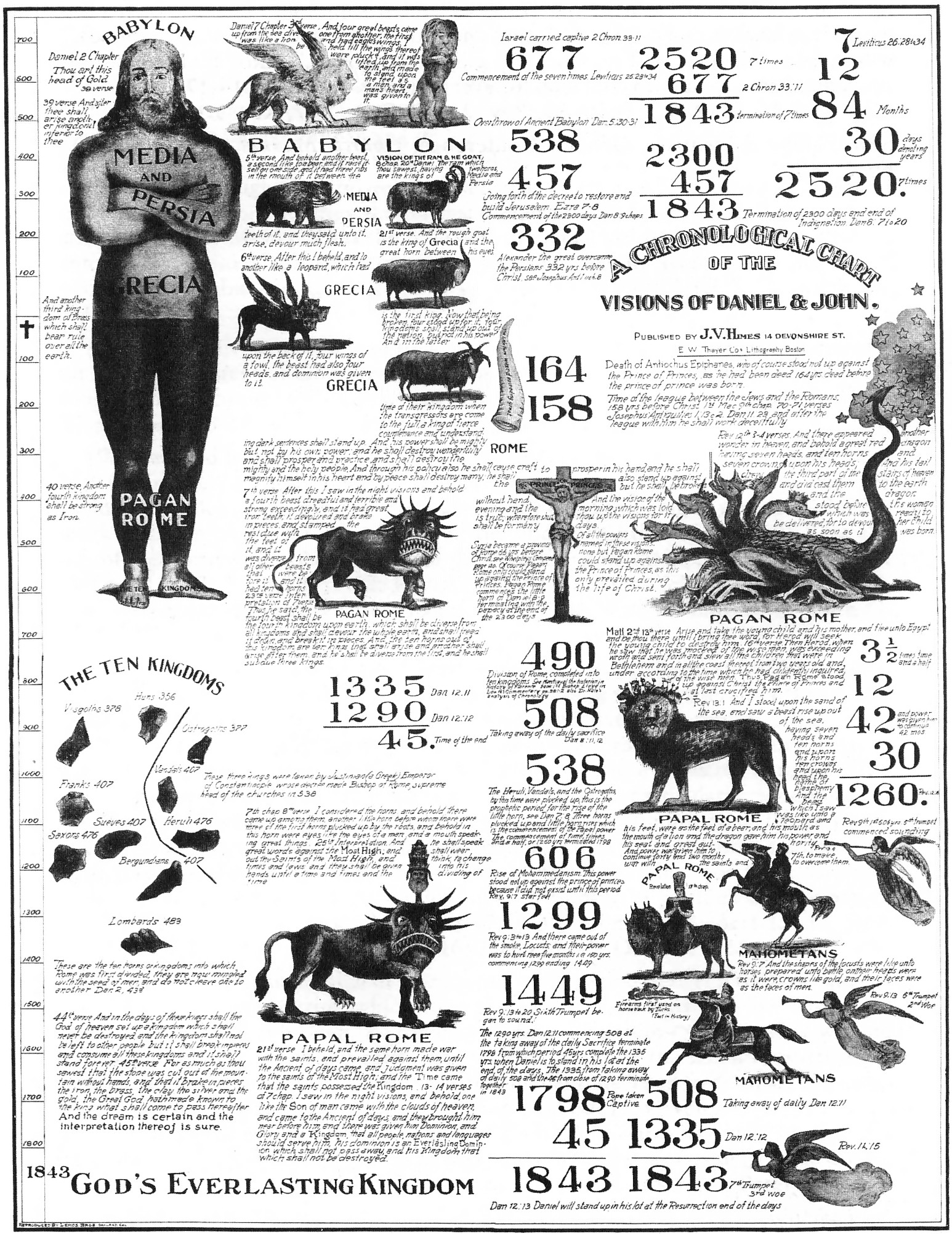
Календарь Миллера, основанный на пророчествах Даниила и Откровении Иоанна Богослова

Миллер пришёл к такому заключению, бросив вызов мнению других богословов и исследователей Библии, и за относительно короткое время, о чём он сам свидетельствовал: 
Таким образом, в 1818 году, после двухлетнего изучения Писания, я пришел к серьёзному выводу, что приблизительно через 25 лет с настоящего момента все нынешнее положение вещей придет к своему концу.
 Открытие представлялось Миллеру слишком поразительным, чтобы хранить его в себе:
«И опять предо мной с новой силой стал вопрос, каков мой долг перед миром относительно полученного мною свидетельства. Если конец так близок, то важно, чтобы мир узнал об этом».
 Миллер ожидал, что христиане с готовностью примут его выводы, однако он пишет: «К моему удивлению, всего несколько человек слушали меня с интересом. Сила доказательств была очевидна, но многие оставляли их без внимания, считая пустой болтовнёй».

## Проповедническое служение
В 1833 году Миллер официально стал пресвитером баптистской церкви в Хэмптоне (штат Нью-Йорк) и начал с увлечением проповедовать в своей местности. С 1835 года слова его пророчества уже не отвергали, как раньше, и теперь он мог написать: «Господь открывает сердца людей быстрее, чем я могу наполнить их». Он проводил много встреч. В основном, это были недельные конференции, которые дали ему возможность подробно изложить свои взгляды на Библию. Часто это вызывало у людей сильные эмоции, и страх перед близким возвращением Христа выливался в «бурный плач и рыдания». В 1839 году Миллер писал: 
Изменения прошли везде, где я выступал с лекциями, и везде моя работа продвигалась со стремительной быстротой. Молитвенные дома переполнены. Все люди очень оживлены.
В 1839 г. Миллер приобрел верного сподвижника и единомышленника в лице Джошуа Хаймса, влиятельного пастора бостонской церкви «Чардонстрит Чапэл». Хаймс был талантливым и популярным публицистом. С 1839 года он стал издателем Миллера, а значит и проповедником и соорганизатором нового религиозного движения начала XIX века, вызванного ожиданием приближения Тысячелетнего Царства Христа.
Пытаясь противостоять потоку саркастических, критических и скептических публикаций, возраставшему пропорционально росту численности собиравшихся собраний, вызванных волнениями и пробуждением интереса людей к проповедям Миллера, Хаймс дал согласие на начало печатной кампании в поддержку проповедей Миллера. Первой попыткой такого рода была бостонская газета «The Sign of the Times» («Знамение времени»), за которой последовала нью-йоркская «The Midnight Cry» («Полночный крик»). В течение двух лет пользовались большим успехом издания, выходившие в Рочестере, Цинциннати и многих других городах.
Под руководством Хаймса издавались брошюры, буклеты и книги, рассылавшиеся во все концы света. Таким образом, Джошуа В. Хаймс многое сделал для того, чтобы дело Миллера стало феноменом своей эпохи. Сам Уильям Миллер десять лет спустя умер на руках у Джошуа Хаймса.

Чем меньше оставалось дней до конца знаменательного для Миллера года, тем больше росло воодушевление среди людей. В канун Нового Года Миллер произнес вдохновенную новогоднюю речь, заявив, что «это последний год, в котором сатана будет править на земле». Тогда Миллер ещё не сомневался, что именно в этом, 1844-м году, грядёт это столь ожидаемое событие: 
В этом году, благословенном году, пленные будут освобождены, двери тюрем будут открыты, смерть больше не будет властвовать над нами, а жизнь, вечная жизнь, будет для нас непреходящей наградой. В этот год, знаменательный год, раздастся звук победных труб… Этот год! Самый долгожданный из всех годов! Самый лучший! Он уже грядет!

## Ожидания 1844 года и «Великое разочарование»
Движение христиан, ожидающих Пришествия, ширилось, однако когда миновал 1843 год, а Христос не пришёл, тех, кто с верой ждал Его явления, охватило замешательство и сомнение. После дополнительных исследований дата пришествия была уточнена как весеннее равноденствие 1844 года. Е. Уайт так писала об этом событии,
…Те верные, разочарованные души, которые не могли понять, почему не пришел их Господь, не были оставлены во тьме. Их внимание было вновь обращено на Библию, чтобы исследовать пророческие периоды. Тогда Господь открыл им их ошибку в исчислении. Они увидели, что пророческая цепь простирается до 1844 года, что те же самые доводы, с помощью которых они доказывали её окончание в 1843 году, оказались применимы и к 1844 году.
Но ожидаемое Второе пришествие вновь не состоялось. Миллера, как и многих его сторонников, охватила депрессия. Однако движение не прекратило своего существования. Ссылкой на пророка Аввакума: «И отвечал мне Господь и сказал: запиши видение и начертай ясно на скрижалях, чтобы читающий легко мог прочитать, ибо видение относится ещё к определенному времени и говорит о конце и не обманет; и хотя бы и замедлило, жди его, ибо непременно сбудется, не отменится» (Авв. 2:2—3) и притчу о десяти девах: «И как жених замедлил, то задремали все и уснули» (Мф. 25:5), последователи Миллера объясняли «замедление» Второго пришествия.

Летом 1844 года были произведены новые подсчёты, согласно которым 2300 вечеров и утр из Дан. 8:14 должны были закончиться не весной, а осенью 1844 года, когда иудеями праздновался День очищения. Новая весть облетела весь мир, и вошла в историю  как «Полночный крик», по аналогии с Мф. 25:6. Уильям Миллер, после некоторых колебаний, присоединился к этому движению: 
Меня дважды постигло разочарование, — писал он, — но, несмотря на то, что я окружен врагами, мой разум совершенно спокоен, а надежда на пришествие Христа сильна, как и прежде
Указанное время пришло, но и в октябре 1844 года Второго пришествия не последовало. Наступило «Великое разочарование». После этого часть христиан отошла от движения, а среди другой части начались поиски ошибки в расчётах Миллера. После «Великого разочарования» ученики и последователи Миллера разделились на несколько направлений. 1 октября 1860 года одно из этих направлений получило наименование «Адвентистов седьмого дня».
Впоследствии сам Миллер признал доктринальную ошибку, которая привела его к неправильному толкованию Библии[уточнить]. После «Великого разочарования» Миллер, а также многие его ученики и последователи старались более не называть точных сроков Второго пришествия.